# Gago Coutinho
Carlos Viegas Gago Coutinho (17. února 1869, Lisabon - 18. února 1959, tamtéž) byl portugalský námořník, pilot a historik.
Byl velitelem dělového člunu a účastnil se potlačení vzpoury na portugalském Timoru. Postupně byl povýšen až na admirála. Více je však ve světě znám jako pilot. Roku 1921 byl velitelem prvního letadla, které přiletělo na Madeiru. Hydroplán po asi dvaceti hodinách letu z Lisabonu přistál na moři u funchalského přístavu. Na palubě byl ještě druhý pilot Sacadura Cabral a další dva muži. Rok nato (1922) podniknul první přelet jižního Atlantiku do Brazílie.
Coutinho působil i jako historik a publikoval i prózu. Centrem jeho zájmu byly portugalské zámořské objevy.
Coutinho také zdokonalil konstrukci sextantu tak, že jej doplnil o umělý horizont a zařízení pro stanovení svislého směru. Takový sextant je možné použít i nad mračny v pohybujícím se letadle a byl poprvé použit při transatlantickém přeletu do Brazílie. Patent na sextant systému Gago Coutinho drží portugalské námořnictvo.

## Vyznamenání
- Portugalsko:[1]
  -  velkokříž Řádu věže a meče – 21. dubna 1922
  -  velkoříž Řádu svatého Jakuba od meče – 1. května 1935
  -  velkokříž Řádu koloniální říše – 28. ledna 1943
  -  velkokříž Řádu Kristova – 28. června 1947
  -  komtur Řádu avizských rytířů – 11. března 1919
  -  velkodůstojník Řádu avizských rytířů – 19. října 1920
  -  velkokříž Řádu avizských rytířů – 18. října 1926

## Galerie

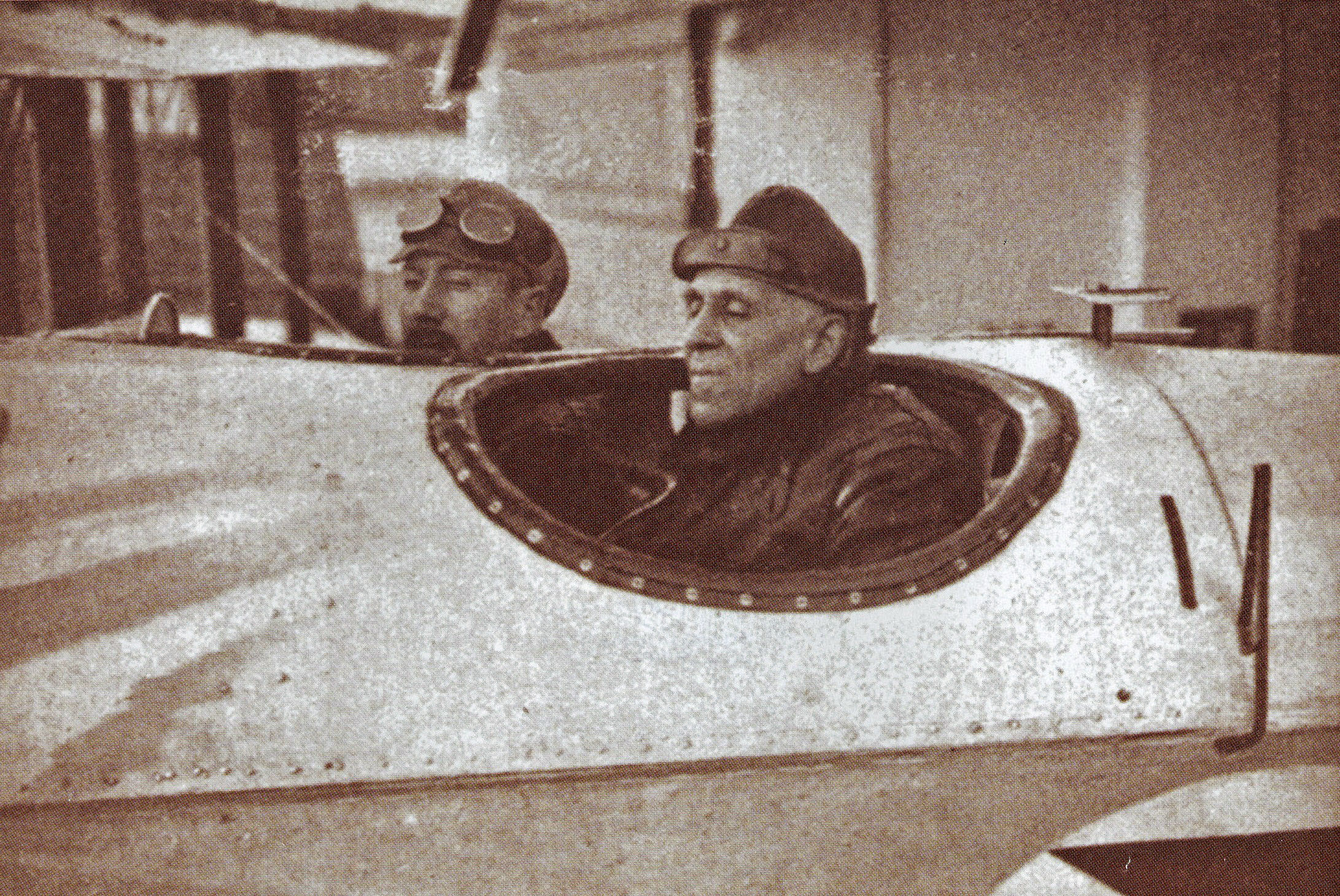
Gago Coutinho a druhý pilot Sacadura Cabral
Trasa letu přes oceán
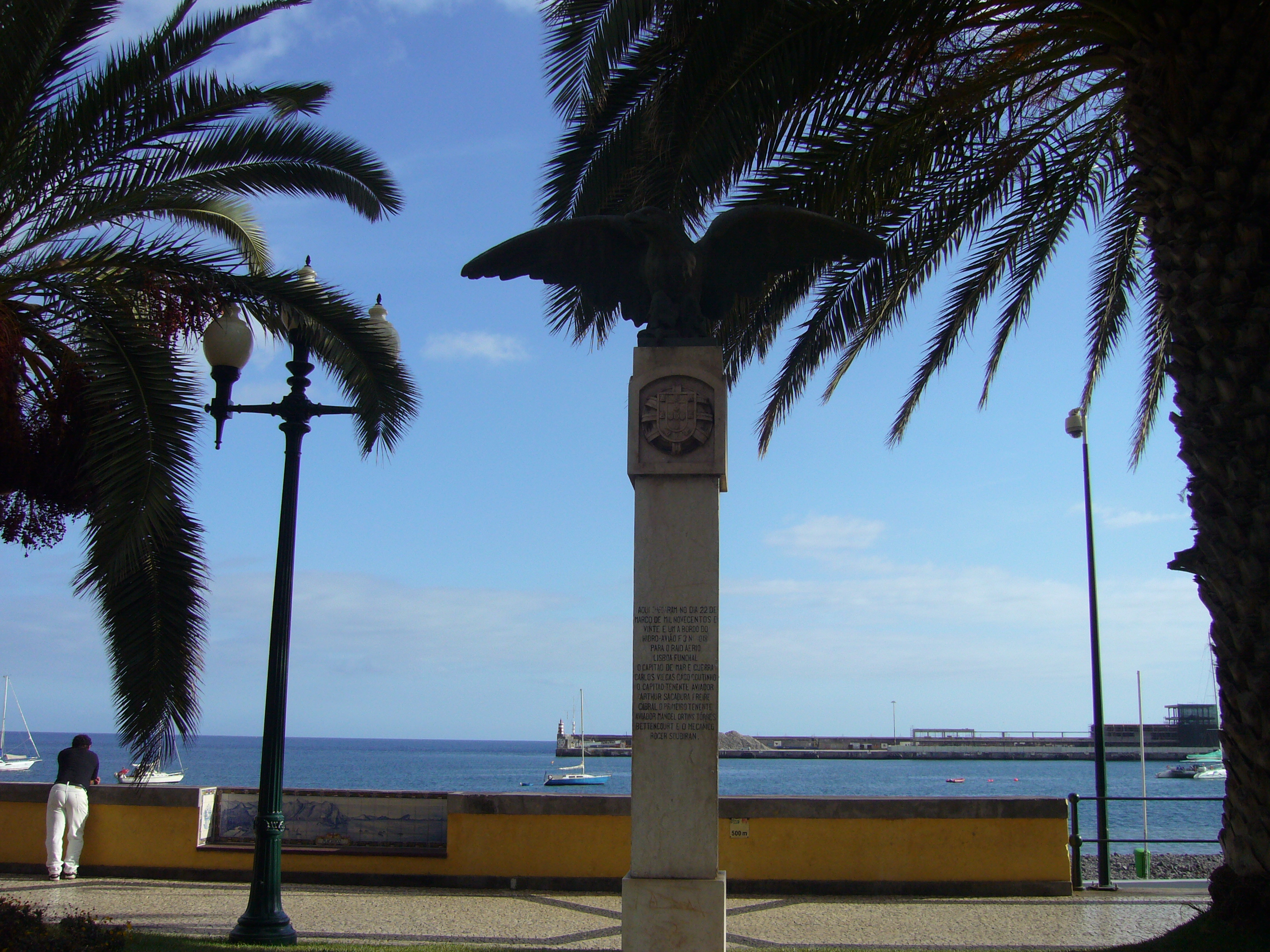
Památník příletu prvního letadla na Madeiru na nábřeží ve Funchalu, v místě kde hydroplán přistál
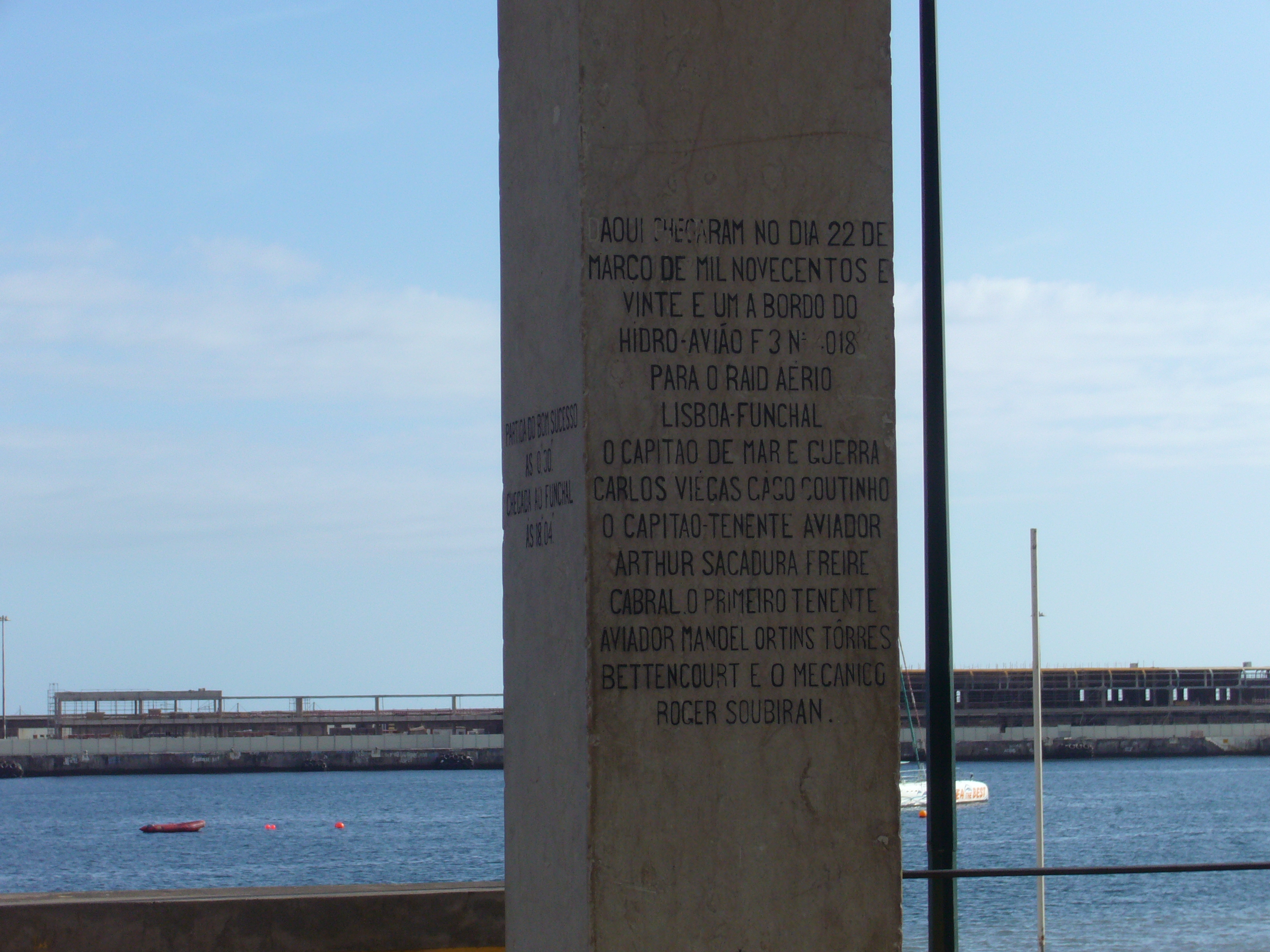
Detail nápisu na památníku
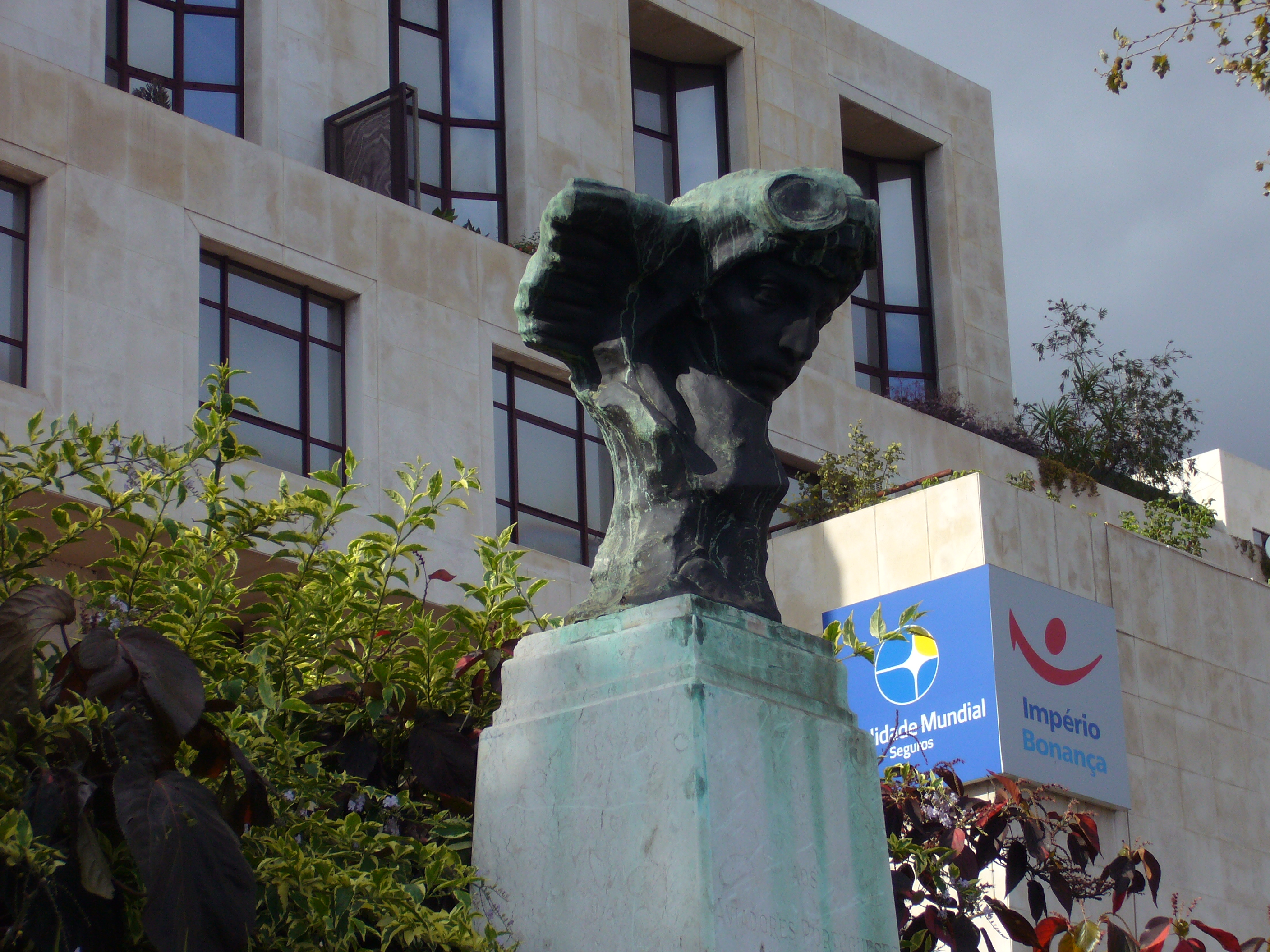
Socha hlavy pilota ve svahu nad přístavem, podle špatně čitelného nápisu na podstavci je věnována Gago Coutinhovi
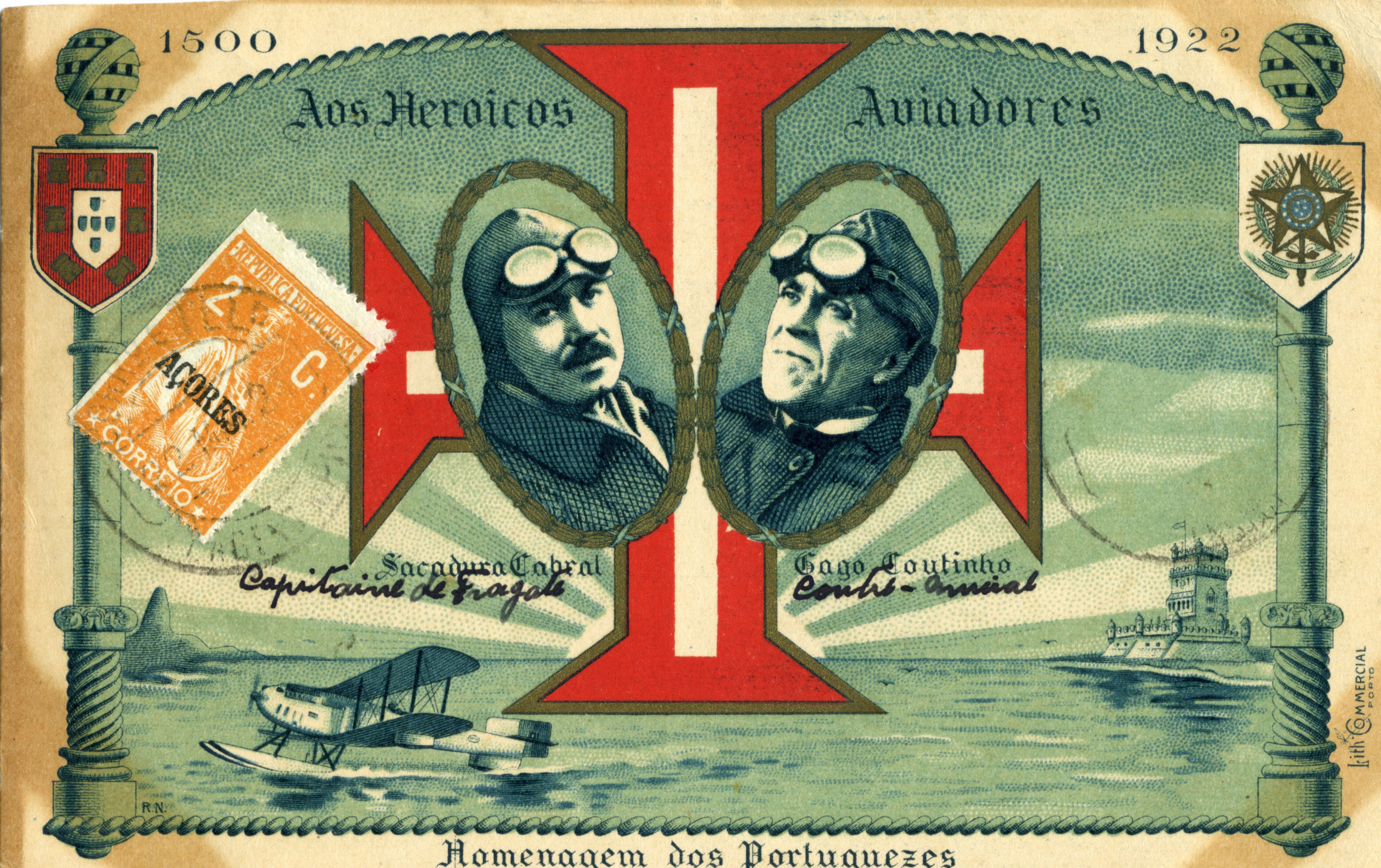
Pohlednice z roku 1922 vydaná k prvnímu přeletu Atlantského oceánu